# Mateo Kovačić
Mateo Kovačić er en kroatisk fodboldspiller, som for Premier League-klubben Manchester City. Kovačić spiller som offensiv midtbanespiller. Han spiller mest som den dybtliggende playmaker. Han debuterede på det kroatiske landshold den 22. marts 2013. Hans professionelle karriere begyndte i Dinamo Zagreb, da han var 16 år, og her var han med til at vinde to liga titler i træk. Han blev derefter solgt til Inter.

## Klubkarriere
I juni 2023 skrev Kovačić kontrakt på en 4-årig aftale med Manchester City indtil juni 2027.